# Wakapau
Wakapau es una localidad de Guyana en la región Pomeroon-Supenaam. 
Es una población de etnia arahuaco que conserva su cultura y lenguaje, y está ubicada sobre el río Wakapau, afluente del Pomeroon, a 3 km de su desembocadura. Esta localidad se encuentra dentro de la Guayana Esequiba, zona reclamada por Venezuela. 

## Demografía
Según censo de población 2002 contaba con 1698 habitantes. La estimación 2010 refiere a 1887 habitantes.

Población económicamente activa
| Dato      | Funcio narios | Profesionales y técnicos | Clero | Comercio y Servicios | Act. agrícolas | Act. industriales | Ocup. elementales | S/D | Total |
| --------- | ------------- | ------------------------ | ----- | -------------------- | -------------- | ----------------- | ----------------- | --- | ----- |
| Población | 1             | 28                       | 1     | 66                   | 104            | 24                | 44                | 634 | 902   |